# 432 Park Avenue
432 Park Avenue é um arranha-céu residencial no centro de Manhattan, Nova York, Estados Unidos. Originalmente proposto para ter 396 metros em 2011, a estrutura chegou a 426 metros. Ele foi desenvolvido pelo Grupo CIM e dispõe de 104 apartamentos no condomínio. A construção começou em 2012 e foi concluída em 23 de dezembro de 2015.
O edifício exigiu a demolição do Drake Hotel, com 495 quartos. Construído em 1926, foi comprado por 440 milhões em 2006 pelo desenvolvedor Harry Macklowe e demolido no ano seguinte. O terreno então tornou-se um dos locais de desenvolvimento mais valiosos de Nova York devido à sua localização, no lado oeste de Park Avenue.
O 432 Park Avenue é o terceiro edifício mais alto nos Estados Unidos e o edifício residencial mais alto do mundo.